# Johannes Petermann

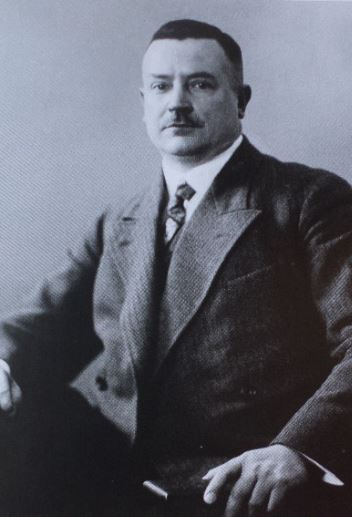
Johannes Petermann

Johannes Petermann (* 25. Februar 1886 in Sendenhorst; † 22. Juni 1961 in Osnabrück) war ein deutscher Politiker (Zentrum, CDU). Er war von April bis Oktober 1945 Oberbürgermeister der Stadt Osnabrück und von 1945 bis 1951 Regierungspräsident des Regierungsbezirkes Osnabrück.

## Leben
Als Sohn eines Arztes in Sendenhorst geboren studierte Petermann von 1905 bis 1908 Rechtswissenschaft und Volkswirtschaft an den Universitäten in Freiburg, Berlin, München und Münster. 1911 wurde er zum Doktor der Rechte promoviert. Nach Ablegung der Zweiten juristischen Staatsprüfung 1912 arbeitete er als Justitiar bei der Stadtverwaltung in Dortmund. Von 1915 bis 1918 nahm er als Soldat am Ersten Weltkrieg teil, zuletzt als Bataillonsadjutant.
Petermann war ab März 1919 Leiter des Wohlfahrtsamtes in Gladbeck und wurde im Juli 1919 vom Bürgervorsteherkollegium zum Justizsenator der Stadt Osnabrück gewählt. 1926 wurde er als Nachfolger von Max Reimerdes Stadtsyndikus und zum Bürgermeister von Osnabrück gewählt. Für die Zentrumspartei war er von November 1929 bis 1932 überdies Mitglied des Hannoverschen Provinziallandtags. Als seine Wahlperiode 1938 endete und er nicht wiedergewählt wurde, wechselte in die Privatwirtschaft. Mit Beginn des Zweiten Weltkrieges wurde er dienstverpflichtet und wieder mit städtischen Aufgaben beauftragt.
Im April 1945 wurde Petermann von der britischen Militärverwaltung zum Oberbürgermeister der Stadt Osnabrück ernannt. Im Oktober 1945 folgte die Ernennung zum Regierungspräsidenten des Regierungsbezirks Osnabrück. Das Amt des Regierungspräsidenten übte er bis 1947 kommissarisch, danach bis zu seinem Eintritt in den Ruhestand im März 1951 regulär aus. Dem Ernannten Hannoverschen Landtag gehörte Petermann vom 23. August bis zum 29. Oktober 1946 an.

## Ehrungen
- 1952: Verdienstkreuz (Steckkreuz) der Bundesrepublik Deutschland
- 1954: Großes Verdienstkreuz der Bundesrepublik Deutschland